# آرا (اسطوره ارمنی)
آرا (اسطوره ارمنی) یا آرام رهبر اسطوره‌ ملت ارمنی است. آرا از نسل «هابت» فرزند هایک بوده و او کسی بود که سرحدات ارمنستان را گسترش داد. آرا با سرکوبی مادها سرحدات جنوب شرقی ارمنستان را تا کوه «زاراسپ» گسترش داد و حکومت آنجا را به خاندان «سیساکیان» سپرد. در حوالی کاپادوکیه حکومت «کاقیان تیتانی» را سرنگون کرده و «مشاک» را که از بستگان خودش بود به حکومت نشاند و او شهر «ماژاک» (کساریا) را بنا نهاد. موسس خورناتسی می‌گوید: آرام به شهروندان آنجا دستور داد تا زبان ارمنی و گفتگو به آن زبان را بیاموزند. به همین دلیل یونانیان تا به امروز نیز این قسمت را به نام «پروتین آرمنیا» که مفهوم آن ارمنستان متقدم یا پیشین است، می‌نامند. موسس خورناتسی اضافه می‌کند که ملل همسایه به نام این کشور را «آرمنیا» می‌نامند.

## تاریخ
سرچشمه حماسه اسطوره‌ای آرام به عصر حکومت اورارتو می‌رسد و آن به گذشته تاریخی اورارتو و پادشاه آن آرامه و بازتاب سیاست فعال و گسترده او در مقابل آشور، در زمان‌های قدیم است. موسس خورناتسی در کتاب تاریخ اطلاعاتی در مورد بارشام و کشته شدن او به دست آرام می‌دهد و می‌گوید:
«بارشام، فرمانده سپاه نیرومند آشور و از نسل پهلوانان بود که با مالیات‌های سنگین و ظالمانه مردم و کشورهای همسایه را به حد مخروبه‌های خالی از سکنه تبدیل کرده بود. او با چهل هزار سپاه پیاده‌نظام و پنج هزار سواره نظام، مفتضحانه از آرام شکست خورد.»
آرام مؤسس و متفکر در گردآوری ملت ارمنی در سرحدات اورارتوی باستان است. پیکار وی در این راه گویای جدایی طلبی از کشورهای سامی نژاد، آسیای صغیر و ایرانی است. مورخان ارمنی به جای نام «هایاستان» (ارمنستان) گاه «آرامیان تون» (خانه آرامی) یا «آرامیان آزگ» (ملت آرامی) می‌نامند.
در گاهنامه دوران پاگان ارمنستان، روز سوم هر ماه به نام رهبر اسطوره‌ای ملت ارمنی یعنی آرام و برای پرستش وی نامگذاری شده‌است.